# Michael Reiziger
Michael John Reiziger (* 3. května 1973, Amstelveen, Nizozemsko), je bývalý nizozemský fotbalový obránce.

## Přestupy
- z Ajaxu Amsterdam do AC Milan zadarmo
- z AC Milan do Barcelony za 8 000 000 eur
- z Barcelony do Middlesbrough zadarmo
- z Middlesbrough do PSV Eindhoven zadarmo

## Statistika
| Klub             | Sezóna  | Liga   | Liga | Pohár  | Pohár | LM či EL | LM či EL | Celkem | Celkem |
| Klub             | Sezóna  | Zápasy | Góly | Zápasy | Góly  | Zápasy   | Góly     | Zápasy | Góly   |
| ---------------- | ------- | ------ | ---- | ------ | ----- | -------- | -------- | ------ | ------ |
| Ajax Amsterdam   | 1990/91 | 1      | 0    | ?      | ?     | ?        | ?        | ?      | ?      |
| Ajax Amsterdam   | 1991/92 | 1      | 0    | ?      | ?     | ?        | ?        | ?      | ?      |
| Ajax Amsterdam   | 1992    | 1      | 0    | ?      | ?     | ?        | ?        | ?      | ?      |
| FC Volendam      | 1992/93 | 10     | 2    | ?      | ?     | ?        | ?        | ?      | ?      |
| FC Groningen     | 1993/94 | 34     | 6    | ?      | ?     | ?        | ?        | ?      | ?      |
| Ajax Amsterdam   | 1994/95 | 34     | 0    | ?      | ?     | ?        | ?        | ?      | ?      |
| Ajax Amsterdam   | 1995/96 | 26     | 1    | ?      | ?     | ?        | ?        | ?      | ?      |
| AC Milan         | 1996/97 | 10     | 0    | ?      | ?     | ?        | ?        | ?      | ?      |
| FC Barcelona     | 1997/98 | 29     | 0    | ?      | ?     | ?        | ?        | ?      | ?      |
| FC Barcelona     | 1998/99 | 26     | 0    | ?      | ?     | ?        | ?        | ?      | ?      |
| FC Barcelona     | 1999/00 | 29     | 0    | ?      | ?     | ?        | ?        | ?      | ?      |
| FC Barcelona     | 2000/01 | 25     | 0    | ?      | ?     | ?        | ?        | ?      | ?      |
| FC Barcelona     | 2001/02 | 13     | 0    | ?      | ?     | ?        | ?        | ?      | ?      |
| FC Barcelona     | 2002/03 | 21     | 0    | ?      | ?     | ?        | ?        | ?      | ?      |
| FC Barcelona     | 2003/04 | 30     | 0    | ?      | ?     | ?        | ?        | ?      | ?      |
| FC Middlesbrough | 2004/05 | 18     | 1    | ?      | ?     | ?        | ?        | ?      | ?      |
| FC Middlesbrough | 2005    | 4      | 0    | ?      | ?     | ?        | ?        | ?      | ?      |
| PSV Eindhoven    | 2006    | 13     | 0    | ?      | ?     | ?        | ?        | ?      | ?      |
| PSV Eindhoven    | 2006/07 | 12     | 1    | ?      | ?     | ?        | ?        | ?      | ?      |
| Celkově          | Celkově | 337    | 11   | ?      | ?     | ?        | ?        | ?      | ?      |

## Úspěchy

### Klubové
- 4× vítěz nizozemské ligy (1994/95, 1995/96, 2005/06, 2006/07)
- 2× vítěz španělské ligy (1997/98, 1998/99)
- 1× vítěz španělského poháru (1998)
- 2× vítěz nizozemského superpoháru (1994, 1995)
- 1× vítěz Ligy mistrů (1994/95)
- 1× vítěz Poháru UEFA (1991/92)
- 2× vítěz evropského superpoháru (1995, 1997)
- 1× vítěz Interkontinentální pohár (1995)

### Reprezentace
- 1× na MS (1998)
- 3× na ME (1996, 2000 – bronz 2004 – bronz)